# HD 191939 c
HD 191939 c（TOI-1339 c）とは、恒星 HD 191939（TOI-1339）の周りを公転する太陽系外惑星である。

## 概要
この惑星は、2020年にTESSがトランジット法を用いて発見された、海王星型惑星（サブ・ネプチューン）である。地球からわずか約54pc離れた位置に存在する。半径は0.287 RJ、公転周期は28.58060日。HD 191939 cは、TOI-1339 cとも呼ばれる。
主星であるHD 191939は、太陽のような恒星で、スペクトル分類はG8V。この惑星系ではHD 191939 cの他にもHD 191939 b、HD 191939 dの合計3つの惑星が発見されている。これらの惑星は、初期の太陽系と似ているかもしれないと推定されている原始惑星系円盤から誕生したと考えられている。なお、これらの惑星は全て海王星型惑星（サブ・ネプチューン）である。